# Pordašinci
Pordašinci este o localitate din comuna Moravske Toplice, Slovenia, cu o populație de 50 de locuitori.